# Torneo de Pune 2019
El Tata Open Maharashtra 2019 fue un evento de tenis de la ATP World Tour 250 serie, se disputó en Pune, India en el Balewadi Stadium desde el 31 de diciembre hasta el 5 de enero de 2019.

## Distribución de puntos
| Modalidad            | Campeón | Finalista | Semifinales | Cuartos de final | 2ª ronda | 1ª ronda | Clasificados | 2ª ronda de clasificación | 1ª ronda de clasificación |
| Individual masculino | 250     | 165       | 100         | 50               | 25       | 0        | 13           | 7                         | 0                         |
| Dobles masculino     | 250     | 150       | 90          | 45               | 20       | 0        | -            | -                         | -                         |

## Cabezas de serie

### Individuales masculino
| Tenista           | Ranking | Preclasificado |
| Kevin Anderson    | 6       | 1              |
| Hyeon Chung       | 25      | 2              |
| Gilles Simon      | 30      | 3              |
| Malek Jaziri      | 45      | 4              |
| Benoît Paire      | 52      | 5              |
| Roberto Carballés | 73      | 6              |
| Jaume Munar       | 81      | 7              |
| Pablo Andújar     | 83      | 8              |

- Ranking del 24 de diciembre de 2018.[2]

### Dobles masculino
| Tenista                             | Ranking | Preclasificado |
| Rohan Bopanna Divij Sharan          | 76      | 1              |
| Philipp Oswald Tim Puetz            | 112     | 2              |
| Marcelo Arévalo James Cerretani     | 115     | 3              |
| Gerard Granollers Marcel Granollers | 117     | 4              |

## Campeones

### Individual masculino
Kevin Anderson venció a  Ivo Karlović por 7-6(7-4), 6-7(2-7), 7-6(7-5)

### Dobles masculino
Rohan Bopanna /  Divij Sharan vencieron a  Luke Bambridge /  Jonny O'Mara por 6-3, 6-4